# 美女&野獣
『美女&野獣』（原題：BEAUTY AND THE BEAST）は、『美女と野獣』を原案とした2009年のオーストラリア映画。

## キャスト
| 役名         | 俳優                   | 日本語吹替 |
| ------------ | ---------------------- | ---------- |
| ベル         | エステラ・ウォーレン   | 本名陽子   |
| ルドルフ伯爵 | レット・ガイルズ       | 小杉十郎太 |
| ヘレン       | ヴァネッサ・グレイ     | 日野由利加 |
| 野獣         | ヴィクター・パラスコス | 桐本琢也   |
| オットー     | トニー・ベレット       | をはり万造 |

- その他の声の吹き替え：小形満／佐藤広太／水村拓未／宮内里砂／戸田亜紀子／野川雅史